# Severobaykalsk
Severobaykalsk (tiếng Nga: Северобайкальск, tiếng Buryat: Хойто-Байгал, đã Latinh hoá: Khoito-Baigal) là một thị trấn thuộc Cộng hòa Buryatia, Nga.

## Khí hậu
Là một thị trấn ở Siberia, Severobaikalsk có khí hậu cận Bắc Cực (Dfc), đặc trưng bởi sự biến đổi nhiệt độ cực độ giữa các mùa. Nhiệt độ có thể rất ấm áp vào mùa hè và lạnh khủng khiếp vào mùa đông. Tháng ấm nhất trong năm ở Severobaikalsk là tháng 7, khi nhiệt độ trung bình là +16 °C (61 °F). Tháng lạnh nhất trong năm là tháng 1, khi nhiệt độ trung bình là −23 °C (−9 °F).
| Dữ liệu khí hậu của Severobaikalsk      | Dữ liệu khí hậu của Severobaikalsk | Dữ liệu khí hậu của Severobaikalsk | Dữ liệu khí hậu của Severobaikalsk | Dữ liệu khí hậu của Severobaikalsk | Dữ liệu khí hậu của Severobaikalsk | Dữ liệu khí hậu của Severobaikalsk | Dữ liệu khí hậu của Severobaikalsk | Dữ liệu khí hậu của Severobaikalsk | Dữ liệu khí hậu của Severobaikalsk | Dữ liệu khí hậu của Severobaikalsk | Dữ liệu khí hậu của Severobaikalsk | Dữ liệu khí hậu của Severobaikalsk | Dữ liệu khí hậu của Severobaikalsk |
| Tháng                                   | 1                                  | 2                                  | 3                                  | 4                                  | 5                                  | 6                                  | 7                                  | 8                                  | 9                                  | 10                                 | 11                                 | 12                                 | Năm                                |
| --------------------------------------- | ---------------------------------- | ---------------------------------- | ---------------------------------- | ---------------------------------- | ---------------------------------- | ---------------------------------- | ---------------------------------- | ---------------------------------- | ---------------------------------- | ---------------------------------- | ---------------------------------- | ---------------------------------- | ---------------------------------- |
| Trung bình ngày tối đa °C (°F)          | −17.3 (0.9)                        | −14.7 (5.5)                        | −4.8 (23.4)                        | 3.6 (38.5)                         | 12.0 (53.6)                        | 19.5 (67.1)                        | 22.4 (72.3)                        | 20.9 (69.6)                        | 13.7 (56.7)                        | 3.8 (38.8)                         | −6.3 (20.7)                        | −12.9 (8.8)                        | 3.3 (38.0)                         |
| Trung bình ngày °C (°F)                 | −22.9 (−9.2)                       | −21.6 (−6.9)                       | −12.9 (8.8)                        | −2.9 (26.8)                        | 5.0 (41.0)                         | 11.9 (53.4)                        | 15.7 (60.3)                        | 14.7 (58.5)                        | 7.9 (46.2)                         | −1.0 (30.2)                        | −11.5 (11.3)                       | −18.2 (−0.8)                       | −3.0 (26.6)                        |
| Tối thiểu trung bình ngày °C (°F)       | −28.4 (−19.1)                      | −28.5 (−19.3)                      | −21.0 (−5.8)                       | −9.4 (15.1)                        | −1.9 (28.6)                        | 4.4 (39.9)                         | 9.1 (48.4)                         | 8.6 (47.5)                         | 2.2 (36.0)                         | −5.8 (21.6)                        | −16.7 (1.9)                        | −23.4 (−10.1)                      | −9.2 (15.4)                        |
| Lượng Giáng thủy trung bình mm (inches) | 16 (0.6)                           | 12 (0.5)                           | 10 (0.4)                           | 17 (0.7)                           | 28 (1.1)                           | 37 (1.5)                           | 65 (2.6)                           | 63 (2.5)                           | 42 (1.7)                           | 23 (0.9)                           | 22 (0.9)                           | 19 (0.7)                           | 354 (14.1)                         |
| Nguồn: Climate-Data.org                 |                                    |                                    |                                    |                                    |                                    |                                    |                                    |                                    |                                    |                                    |                                    |                                    |                                    |